# Liste der Kulturdenkmäler in Schleid (bei Bitburg)
In der Liste der Kulturdenkmäler in Schleid sind alle Kulturdenkmäler der rheinland-pfälzischen Ortsgemeinde Schleid aufgeführt. Grundlage ist die Denkmalliste des Landes Rheinland-Pfalz (Stand: 27. Juni 2022).

## Einzeldenkmäler
| Bezeichnung                            | Lage                                            | Baujahr | Beschreibung                                                                    | Bild                           |
| -------------------------------------- | ----------------------------------------------- | ------- | ------------------------------------------------------------------------------- | ------------------------------ |
| Kapelle zur Schmerzhaften Muttergottes | Burgweg, zu Nr. 16 Lage                         | 1909    | gotisierender Rotsandsteinquaderbau, 1909                                       | Fotos hochladen                |
| Katholische Filialkirche St. Barbara   | Hauptstraße 22 Lage                             | 1840    | Saalbau mit Dachreiter, 1840                                                    | weitere Bilder Fotos hochladen |
| Wegekreuz                              | Hauptstraße, Ecke Heilenbacher Straße Lage      | 1843    | nachbarockes Schaftkreuz, bezeichnet 1843                                       | Fotos hochladen                |
| Wegekreuz                              | Zum Scheid Lage                                 | 1738    | Schaftkreuz, bezeichnet 1738                                                    | Fotos hochladen                |
| Wegekreuz                              | nördlich des Ortes an einer Wegekreuzung Lage   | 1721    | stattliches reliefiertes Schaftkreuz, 1721                                      | Fotos hochladen                |
| Wegekreuz                              | nordöstlich des Ortes Lage                      | 1760    | Schaftkreuz, 1760                                                               | Fotos hochladen                |
| Wegekreuz                              | nordwestlich des Ortes beim Hof Mittelwies Lage | um 1850 | oberer Teil eines Schaftkreuzes, Anfang der zweiten Hälfte des 19. Jahrhunderts | Fotos hochladen                |
| Mühlenkreuz                            | östlich des Ortes an der K 76 Lage              | 1750    | Wegekreuz; oberer Teil eines Schaftkreuzes, bezeichnet 1750                     | Fotos hochladen                |
| Wegekreuz                              | südwestlich des Ortes an der K 76 Lage          | um 1850 | Wegekreuz, um 1850                                                              | Fotos hochladen                |